# Замок Хелмсли
Замок Хелмсли (англ. Helmsley) находится на севере графства Йоркшир в Англии.

## История замка
Около 1120 г. на этом месте Уолтер Эспек построил деревянный форт. В 1153 г. он умер, завещав крепость своему шурину, Питеру де Ру. Хелмсли оставался в собственности его потомков до 1688 г., за исключением короткого периода времени, когда замком, вплоть до своей гибели в битве при Босворте, владел Ричард III.

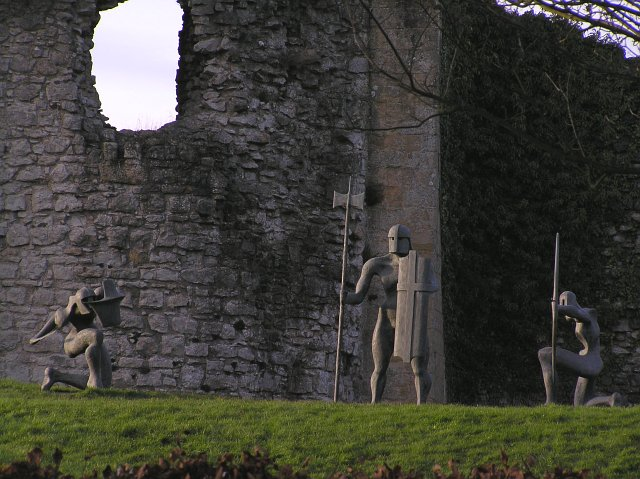
Статуи воинов в замке

В 1186 г. сын Питера, Роберт де Ру, построил первый каменный замок, обнесённый стеной с круглыми башнями и двумя воротами с юго-восточной и северной стороны. В середине XIII в. у ворот были возведены барбаканы, дополнительные фортификационные постройки. В 1285 г. замок унаследовал Уильям де Ру. Он продолжал укреплять замок — добавил ярус к восточной башне и построил помещение с залом, примыкающее к жилой западной башне.
С момента постройки и до начала Английской революции Хелмсли ни разу не подвергался осаде. Он избежал нападения во время Войны Алой и Белой розы, но в 1644 г. замок и его обитателей-роялистов осадили сторонники парламента под предводительством Томаса Ферфакса, верного соратника Кромвеля. Осада длилась три месяца, пока у осаждённых не истощились запасы еды. После того, как гарнизон замка был вынужден сдаться, «круглоголовые» превратили Хелмсли в руины. Остатки взорванной восточной башни до сих пор разбросаны по территории замка. В 1688 г. Хелмсли был продан Чарлзу Данкомбу.